# استنلی کروچ
استنلی لارنس کروچ (به انگلیسی: Stanley Crouch) (زاده: ۱۴ دسامبر ۱۹۴۵–درگذشته: ۱۶ سپتامبر ۲۰۲۰) شاعر، منتقد موسیقی، منتقد فرهنگی، ستون نویس، رمان‌نویس و زندگی‌نامه نویس آمریکایی بود. او به خاطر نقدهای جاز و رمانش با نام آیا ماه تنها به نظر نمی‌رسد؟ در سال ۲۰۰۰ مشهور شد.

## زندگی‌نامه
استنلی لارنس کروچ در لس آنجلس به دنیا آمد، او پسر جیمز و اما بی (فورد) بود. او توسط مادرش بزرگ شد. در مستند تلویزیونی کن برنز در سال ۲۰۰۵ با نام سیاهی نابخشودنی، کروچ گفت که پدرش یک «جنایتکار» بوده‌است و یک بار با جک جانسون بوکسور رویارویی داشته. او در کودکی یک خواننده هوس باز بود و تا زمانی که دبیرستان را تمام کرد، آثار کامل ارنست همینگوی، مارک تواین، اف. اسکات فیتزجرالد و بسیاری دیگر از آثار کلاسیک ادبیات آمریکا را خوانده بود. مادرش به او تجربیات دوران جوانی خود در شرق تگزاس و فرهنگ سیاه‌پوستان جنوب غرب میانه، از جمله صحنه جاز کانزاس‌سیتی، کانزاس را منتقل کرده بود. او یکی از علاقه‌مندان به جاز در دو مفهوم زیباشناختی و تاریخی بود. او در سال ۱۹۶۳ از دبیرستان توماس جفرسون در لس آنجلس فارغ‌التحصیل شد. پس از دبیرستان، او در کالج‌های متوسطه تحصیل کرد و در جنبش حقوق مدنی فعال شد و برای کمیته هماهنگی بدون خشونت دانشجویی کار کرد. او همچنین در پروژه‌های هنری و آموزشی با محوریت جامعه آفریقایی-آمریکایی لس آنجلس شرکت داشت و به زودی به خاطر شعرهایش مشهور شد. در سال ۱۹۶۸، شاعر کالج پیتزر بود، سپس تا سال ۱۹۷۵ در کالج پومونا به تدریس تئاتر و ادبیات پرداخت. شورش‌های واتس یک رویداد مهم در رشد اولیه او به عنوان یک متفکر در مورد مسائل نژادی بود. نقل قولی از این شورش، با نام «امشب برای هیچ نغمه ای آمبولانس نیست» به عنوانی برای یک سخنرانی جدلی که از ایده‌های ملی‌گرای سیاه‌پوست حمایت می‌کرد، استفاده شد، که برای سوژه ضبط در سال ۱۹۶۹ منتشر شد. همچنین برای مجموعه شعرهای او در سال ۱۹۷۲ استفاده شد.
کروچ سپس به عنوان یک درامر جاز به فعالیت پرداخت. او به همراه دیوید موری گروه موسیقی سیاه بی‌نهایت را تشکیل داد. در سال ۱۹۷۵، او با نقل مکان از کالیفرنیا به نیویورک سیتی تلاش کرد تا تلاش‌های خود را بیشتر کند، جایی که با موری در یک اتاق زیر شیروانی در بالای یک باشگاه دهکده شرقی به نام قصر تین هم اتاق شد. او درامر موری و سایر نوازندگان صحنه زیرزمینی جاز لفت نیویورک بود. هنگامی که به عنوان یک درامر کار می‌کرد، کروچ رزرو جاز آوانگارد در کلوپ بود و همچنین رویدادهای کنسرت گاه به گاه را در قلعه بانوان سازماندهی کرد. به اعتراف خودش او درامر خوبی نبود و گفت: «مشکل این بود که من واقعاً نمی‌توانستم بنوازم. از آنجایی که من این کارهای آوانگارد را انجام می‌دادم، مجبور نبودم آنقدر خوب باشم، اما من یک بند انگشت واقعی بودم.»
کروچ با رالف الیسون و آلبرت موری دوست شد، فرایند این دوستی بر تفکر او باعث شد از تمرکز نسبت به تأثیرپذیری از نژاد فاصله بگیرد. او در رابطه با تأثیر موری اظهار داشت: «من دیدم که چقدر مهم است که خود را از ایدئولوژی رهایی‌بخشی. وقتی به چیزها صرفاً از نظر نژاد یا طبقه نگاه می‌کنید، آنچه را که واقعاً در جریان است را از دست می‌دهید.» او در سال ۱۹۷۹ در گفتگو با امیری باراکا شاعر و نویسنده آمریکایی در صدای دهکده، موضع خود را از ایدئولوژی ناسیونالیستی سیاهپوستان جدا کرد. او همچنین به عنوان یک منتقد عمومی از روندهای فرهنگی و هنری اخیر که به نظر او پوچ، ساختگی یا فاسد بود انتقاد می‌کرد. اهداف او شامل تلفیقی از جنبش‌های آوانگارد در جاز (از جمله مشارکت خودش در دومی) و ادبیات بود که به نظر او عدم شایستگی خود را در پشت حالت‌های نژادی پنهان می‌کرد. به عنوان نویسنده صدا از سال ۱۹۸۰ تا ۱۹۸۸ فعالیت داشت، او به دلیل انتقادات صریح خود از منظر اهدافش و تمایل به تحقیر شرکت کنندگان شهرت داشت. در این دوره بود که او به دوست و مربی روشنفکر وینتون مارسالیس و مدافع جنبش نئوسنت گرایی تبدیل شد که به نظر او ارزش‌های اصلی جاز را احیا می‌کرد. در سال ۱۹۸۷، او مشاور هنری برنامه جاز در مرکز لینکلن شد و مارسالیس که بعداً مدیر هنری آن شد در سال ۱۹۹۱ به او پیوست.
کروچ به دلیل افت سلامتی در دهه آخر زندگی کمتر در عموم ظاهر می‌شد. او در ۱۶ سپتامبر ۲۰۲۰ در بیمارستان کالواری شهر نیویورک درگذشت. علت مرگ او یک «بیماری طولانی و نامشخص» بود، اگرچه در بهار ۲۰۲۰ با یک دوره کووید-۱۹ دست و پنجه نرم کرد. او در ۷۴ سالگی درگذشت.

## زندگی شخصی
کروچ در کارول گاردن، بروکلین زندگی می‌کرد.

## ارتباط با وینتون مارسالیس و کن برنز
وینتون مارسالیس، ترومپتر، کروچ را «بهترین دوست من در جهان» و «مربی» نامید. این دو پس از اینکه مارسالیس در سن ۱۷ سالگی در شهر نیویورک ساکن شد تا در مدرسه جولیارد تحصیل کنند، با هم آشنا شدند. این دو رابطه نزدیکی داشتند، از زمان اولین آلبوم خود در سال ۱۹۸۲، یادداشت‌های خطی را برای آلبوم‌های مارسالیس نوشته بود.
زمانی که مارسالیس به عنوان «مشاور خلاق ارشد» برای مستند جاز ساخته کن برنز در سال ۲۰۰۱ خدمت کرد، کروچ در هیئت مشاوران فیلم حضور داشت و به‌طور گسترده در صحنه بود برخی از منتقدان و علاقه مندان به موسیقی جاز، مشارکت مارسالیس و کروچ را به‌طور خاص به عنوان دلایلی برای تمرکز بی‌رویه فیلم بر موسیقی جاز سنتی و مستقیم ذکر کردند.
پس از جاز، کروچ در فیلم‌های دیگر برنز از جمله دی‌وی‌دی نسخه بازسازی‌شده جنگ داخلی در سال ۲۰۰۲ و مستند سیاهی نابخشودنی: ظهور و سقوط جک جانسون در سال ۲۰۰۴ ظاهر شد.

## جوایز، افتخارات، تمایزات
- در سال ۲۰۰۴، کروچ به یک هیئت داوران برای جایزه قلم/ متعلق به نیومن دعوت شد، جایزه‌ای ۲۵۰۰۰دلاری که برای محافظت از گفتار در مورد کلام نوشتاری طراحی شده‌است.[۱۶]
- در سال ۲۰۰۵، او به عنوان یکی از اعضای افتتاحیه توسط بنیاد فلچر انتخاب شد، که کمک هزینه تحصیلی سالانه را به افرادی که در زمینه مسائل نژادی و حقوق مدنی کار می‌کنند و توسط هنری لوئیس گیتس، جونیور از دانشگاه هاروارد اعطا می‌شود، اعطا کرد.[۱۷]
- در سال ۲۰۰۵، کروچ توسط پاتریک لینچ از انجمن خیریه پلیس شهر نیویورک که از سال ۱۹۹۹ فعال است، به عنوان مرد سال انتخاب شد زیرا "در حمایت از افسران پلیس نیویورک به همان اندازه که در محکومیت "اسکیت ارزان" شهر جسورانه بود. نگرش در پرداخت غرامت به مردان و زنانی که هر روز جان خود را به خطر می‌اندازند تا شهر نیویورک را ایمن و مدنی نگه دارند حمایت می‌کرد، و برای همین جایزه سالانه را به مردانی اعطا می‌شود که به عنوان یک سازه اقدام به ائتلاف سیاسی در قبال پلیس می‌کنند و این کمپین توسط پاتریک جی. لینچ ریاست می‌شود.[۱۸]
- کروچ از سال ۲۰۰۹ به عنوان رئیس بنیاد آموزشی لوئیس آرمسترانگ خدمت کرد.
- در سال ۲۰۱۶، کروچ جایزه ادبیات ویندهام-کمپبل (غیرداستانی) را دریافت کرد.[۱۹]
- کروچ عضو آکادمی هنر و علوم آمریکا بود.[۲۰]

## کتابشناسی - فهرست کتب

### غیر داستانی
| پیروزی تضمین شده‌است: نوشته‌های جمع‌آوری نشده                                               |
| در نظر گرفتن نبوغ: نوشته‌هایی دربارهٔ جاز                                                  |
| رعد و برق کانزاس سیتی: ظهور و زمانه چارلی پارکر                                          |
| مرد سفید مصنوعی: مقالاتی در مورد اصالت                                                   |
| همیشه در تعقیب: دیدگاه‌های تازه آمریکایی، ۱۹۹۵–۱۹۹۷                                       |
| The All-American Skin Game یا The Decoy of Race: The Long and the Short of It، ۱۹۹۰–۱۹۹۴ |
| یادداشت‌های یک قاضی حلق آویز: مقالات و بررسی‌ها، ۱۹۷۹–۱۹۸۹                                 |
| بازنگری روح‌های مردم سیاه، با Playthell G. Benjamin                                       |
| تک شات هریس: عکس‌های چارلز "تینی" هریس                                                    |

### داستان
| آیا ماه تنها به نظر نمی‌رسد؟ (۲۰۰۰) |

### شعر
| آمبولانسی نیست برای امشب نیگوس (۱۹۷۲) |